# Fornavn
Fornavn er det navn, man bruger til at skelne den enkelte person fra andre medlemmer af en gruppe personer, typisk fordi medlemmer af en familie har det samme efternavn.
Man kan godt have flere fornavne, uden disse er en del af ens mellemnavn
Efter navneloven gælder følgende:
- Enhver skal have mindst et fornavn (men der er i øvrigt i loven ingen begrænsning for, hvor mange fornavne, man må have).

- De eller den, der har forældremyndigheden over et barn, skal senest 6 måneder efter barnets fødsel give barnet et fornavn.

- Som fornavn kan tages et navn, der er optaget på en særlig af ministeren for familie- og forbrugeranliggender, siden 2012 Ankestyrelsen, offentliggjort liste eller et efter ansøgning godkendt fornavn.

- Et fornavn må ikke betegne det modsatte køn i forhold til den, der skal bære navnet. Ministeren for familie- og forbrugeranliggender kan fastsætte regler, der for transpersoner gør en undtagelse herfra.

- Efter ansøgning godkendes et navn, der

1) er et egentligt fornavn, 
2) ikke er uegnet til at blive anvendt som fornavn her i landet og 
3) ikke er upassende eller kan vække anstød. 
- Et fornavn kan bortkastes, såfremt den pågældende beholder mindst ét fornavn eller tager et andet fornavn.

## Eksterne links
- Navnelov Arkiveret 17. november 2011 hos  Wayback Machine
- Lister over godkendte fornavne Arkiveret 27. juli 2011 hos  Wayback Machine
- Navnestatistik Arkiveret 9. februar 2008 hos  Wayback Machine – Danmarks Statistik